# Anthochaera paradoxa
Anthochaera paradoxa е вид птица от семейство Meliphagidae.

## Разпространение
Видът е разпространен в Австралия.